# August Spieß (Maler)

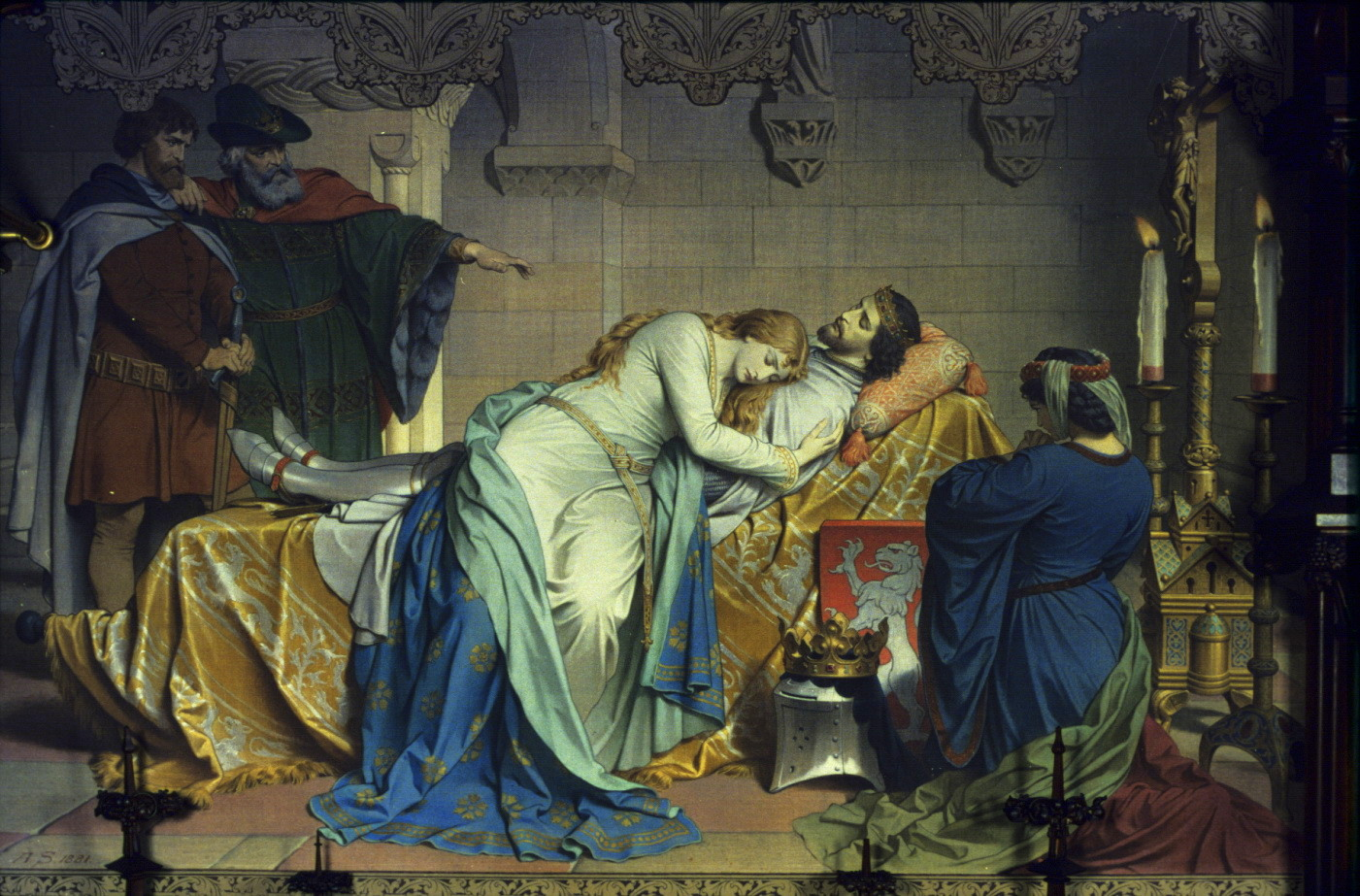
Liebestod

August Spieß (* 18. Januar 1841 in München; am 16. Juli 1923 ebenda begraben) war ein deutscher Historienmaler, Illustrator, Holzschneider und Freskant.

## Leben
Er war der Sohn des Kupferstechers und Malers August Friedrich Spieß (1806–1855), sein älterer Bruder Heinrich Spieß (1832–1875) war ebenfalls Historienmaler.
August Spieß studierte ab dem 11. Mai 1857 bis 1859 an der Königlichen Akademie der Künste in München bei Philipp von Foltz.
Gemeinsam mit seinem Bruder Heinrich schuf er eine Reihe von Kartons für die Glasmalereianstalt von Wladimir Dmitrijewitsch Swertschkow in Oberschleißheim. Gemeinsam schmückten sie die Villa Feodora  des Erbprinzen Georg II. (Sachsen-Meiningen) in Liebenstein aus. Für König Ludwig II. schufen sie gemeinsam einen Zyklus von Aquarellen zu Tristan und Isolde und zum Fliegenden Holländer. Die Aquarelle wurden auf der I. Internationalen Kunstausstellung im Münchener Glaspalast gezeigt. Die Brüder Spieß malten auch 22 lebensgroße Fresken mit allegorischen Figuren in der offenen Vorhalle des Maximilianeums.
Nach dem frühen Tod seines Bruders 1875 arbeitete August Spieß allein weiter. Er arbeitete oft mit dem Architekten Julius Hofmann zusammen. Im Schloss Neuschwanstein malte er um 1883 einen Bilderzyklus über Wolfram von Eschenbachs Parzivalepos.
Im Rathaussaal in Landshut schuf Spieß gemeinsam mit Rudolf von Seitz, Ludwig von Löfftz und Konrad Weigand das große Freskogemälde „Hochzeitszug Herzog Georg des Reichen“.